# Saverio Coltellacci
Saverio Coltellacci Manfredi (Roma, 1º giugno 1972) è un ex cestista italiano.

## Carriera
Ha giocato in Serie A1 con le canotte di Pistoia e Roma e in Serie A2 con quelle di Fabriano e Ragusa, oltre a una lunga militanza nelle serie minori.